# Jean d'Amécourt
Jean de Ponton d'Amécourt (né le 6 octobre 1945 à Paris) est un diplomate français, ancien ambassadeur de France en Afghanistan de 2008 à 2011 et ancien directeur de la Délégation aux affaires stratégiques du ministère de la Défense français de 2005 à 2007.
Il a travaillé dans le secteur privé, principalement comme directeur exécutif et président europe du conglomérat britannique GrandMet,.

## Biographie
Après des études au lycée Janson-de-Sailly à Paris, Jean Knower Paul Marie de Ponton d'Amécourt sort diplômé de Sciences Po puis de l'École nationale d'administration (promotion Simone Weil). Il est titulaire de diplômes de Droit public et de Sciences économiques.

### Carrière dans l'administration française
Ayant choisi le Quai d'Orsay à sa sortie de l'ENA, il est nommé à la Direction des affaires européennes du ministère des Affaires étrangères en 1974. En 1975, il rejoint le Centre d'analyse et de prospective du ministère. En 1978, il est nommé Premier secrétaire de la Mission permanente de la France auprès des Nations unies à New York. En 1980, il est nommé premier secrétaire puis second conseiller de l'ambassade de France à Washington.
En 1986, Jean d'Amécourt est nommé directeur-adjoint du ministère des Affaires étrangères pour le désarmement. Il rejoint le cabinet du ministre de la Défense André Giraud comme conseiller pour les affaires internationales en 1987.

### Carrière dans le secteur privé
De 1983 à 1986, Jean d'Amécourt est directeur du développement international de Exprover-Saint Gobain.
En 1988, il rejoint le conglomérat britannique Grand Met (renommé depuis Diageo) en tant que responsable des activités européennes. De 1998 à 2000, il est associé de la société de conseil en stratégie Roland Berger Strategy Consultants.
De 2000 à 2003, il est associé de la société de conseil Monitor Group.

### Retour à la fonction publique
En 2005, il est nommé directeur de la Délégation aux affaires stratégiques du ministère de la Défense français par la ministre Michèle Alliot-Marie.
À la suite de la nomination d'Hervé Morin comme ministre de la Défense en 2007, il est nommé ambassadeur de France en Afghanistan en mai 2008,, alors que la France augmente son exposition militaire en Afghanistan dans le contexte de sa réintégration du commandement militaire intégré de l'OTAN. 
Dans ces fonctions, il a conduit une augmentation de l'aide civile française à l'Afghanistan. Il rencontre l'entrepreneur social Jean-Christophe Crespel avec qui il une convention pour la gestion de volontaires enseignants français dans les écoles d'excellence le lycée Malalaï et le lycée Esteqlal, où fut formé le commandant Massoud, ainsi que dans l'Université de Kaboul.
Il a dû gérer un nombre important de prises d'otages et de crises politiques. 
Il a pris sa retraite en janvier 2011, date à laquelle Bernard Bajolet lui a succédé à Kaboul.
À l'occasion de l'élection présidentielle de 2017, il fait partie des 60 diplomates qui apportent leur soutien à Emmanuel Macron.

### Vie privée
Époux de Jacqueline, née Rohan-Chabot, il a trois enfants.

## Ouvrage
- Diplomate en guerre à Kaboul, coécrit avec Romain Poirot-Lellig, Éditions Robert Laffont, 2013. Lauréat 2013 du prix de la Société des membres de la Légion d'honneur.

## Décoration
Officier de la Légion d'honneur